# Danka Kovinić
Danka Kovinić (18. studenoga 1994.) crnogorska je tenisačica. U pojedinačnoj konkurenciji osvojila je 8 ITF turnira, dok je u parovima osvojila 1 WTA i 3 ITF turnira. Igra desnom rukom (dvoručni backhand) te nastupa za crnogorsku Fed Cup reprezentaciju. Trenerira ju Veljko Radojičić i najdraža podloga joj je zemlja. Dankin najveći uspjeh na WTA Touru je četvrfinale Budimpešte 2013. godine.

## WTA finala

### Parovi: 1 (1:0)
| Tumač                               |
| ----------------------------------- |
| Grand Slam turniri (0:0)            |
| WTA Tour Championships (0:0)        |
| Premier Mandatory & Premier 5 (0:0) |
| Premier (0:0)                       |
| Međunarodna (1:0)                   |

| Finala po podlozi |
| ----------------- |
| Tvrda (0:0)       |
| Pijesak (1:0)     |
| Trava (0:0)       |
| Dvorana (0:0)     |

| Ishod   | Br. | Nadnevak         | Turnir                                | Podloga | Suigrač        | Protivnici                       | Rezultat         |
| ------- | --- | ---------------- | ------------------------------------- | ------- | -------------- | -------------------------------- | ---------------- |
| Pobjeda | 1.  | 26. srpnja 2015. | Gastein Ladies, Bad Gastein, Austrija | pijesak | Stephanie Vogt | Lucie Hradecká Lara Arruabarrena | 4:6, 6:4, [10:3] |

## ITF finala
| $100,000 turniri |
| $75,000 turniri  |
| $50,000 turniri  |
| $25,000 turniri  |
| $10,000 turniri  |

### Pojedinačno: 9 (7:2)
| Ishod   | Broj | Datum               | Turnir                               | Podloga | Protivnica u finalu | Rezultat finala |
| Pobjeda | 1.   | 10. listopada 2010. | Dobrich, Bugarska                    | zemlja  | Isabella Šinikova   | 6:4, 6:3        |
| Poraz   | 2.   | 12. lipnja 2011.    | Nyíregyháza, Mađarska                | zemlja  | Simona Dobrá        | 4:6, 2:6        |
| Pobjeda | 3.   | 26. lipnja 2011.    | Balş, Rumunjska                      | zemlja  | Alice-Andrada Radu  | 6:0, 6:1        |
| Poraz   | 4.   | 11. rujna 2011.     | Podgorica, Crna Gora                 | zemlja  | Paula Ormaechea     | 1:6, 1:6        |
| Pobjeda | 5.   | 13. travnja 2012.   | Tlemcen, Alžir                       | zemlja  | Aleksandra Romanova | 6:2, 6:2        |
| Pobjeda | 6.   | 8. srpnja 2012.     | Toruń, Poljska                       | zemlja  | Paula Kania         | 6:3, 4:6, 6:3   |
| Pobjeda | 7.   | 22. lipnja 2013.    | Ystad, Švedska                       | zemlja  | Melanie Klaffner    | 6:3, 6:3        |
| Pobjeda | 8.   | 30. lipnja 2013.    | Kristinehamn, Švedska                | zemlja  | Jasmina Tinjić      | 6:1, 7:5        |
| Pobjeda | 9.   | 10. svibnja 2015.   | Empire Slovak Open, Trnava, Slovačka | pijesak | Margarita Gašparjan | 7:5, 6:3        |

### Parovi: 5 (1:4)
| Ishod   | Broj | Datum               | Turnir               | Podloga | Partnerica      | Suparnice u finalu                 | Rezultat finala  |
| Poraz   | 1.   | 11. rujna 2011.     | Podgorica, Crna Gora | zemlja  | Danica Krstajić | Corinna Dentoni Florencia Molinero | 4:6, 7:5, [5:10] |
| Pobjeda | 2.   | 25. svibnja 2012.   | Caserta, Italija     | zemlja  | Renata Voračova | Elena Bogdan Cristina Dinu         | 6:4, 7:6(3)      |
| Poraz   | 3.   | 29. listopada 2012. | Lagos, Nigerija      | tepih   | Elina Svitolina | Melanie Klaffner Agnes Szatmari    | 0:6, 7:6, [5:10] |
| Poraz   | 4.   | 27. kolovoza 2012.  | Mamaia, Rumunjska    | zemlja  | Tadeja Majerič  | Elena Bogdan Raluca Olaru          | 6:7(4), 3:6      |
| Poraz   | 5.   | 1. rujna 2012.      | La Marsa, Tunis      | zemlja  | Laura Pigossi   | Reka-Luca Jani Eugenija Paškova    | 3:6, 6:4, [5:10] |